# Таманьини, Филиппо
Фили́ппо Таманьи́ни (итал. Filippo Tamagnini; род. 30 января 1972, Сан-Марино) — капитан-регент Сан-Марино с 1 апреля по 1 октября 2011 года, избран вместе с Марией Луизой Берти и с 1 октября 2023 по 1 апреля 2024 года, избран вместе с Гаэтано Троиной.

## Биография
Он является выпускником технического института «Belluzzi» в Римини, затем получил диплом по специальности строительство в Болонском университете.
В 2000 году вступил в Христианско-демократическую партию С 2003 по 2008 год был членом городского совета Серравалле. В 2008 году избран в Большой генеральный совет, в котором является членом комиссии здравоохранения и сельского хозяйства и постоянного комитета юстиции.
Постоянно проживает в Фальчано. Женат и имеет троих детей.
В 2011 году вместе с Марией Луизой Берти являлся руководителем страны. Во второй раз капитан-регентом страны был избран в середине сентября 2023 года. 1 октября вступил во второй раз в должность капитан-регента Сан-Марино. В пасхальный понедельник 1 апреля 2024 года эту пару капитан-регентов сменила другая.